# Aldo Leopold
Aldo Leopold (Burlington, 11 de janeiro de 1887 - Baraboo, 21 de abril de 1948) foi um silvicultor, acadêmico, filósofo ambiental e conservacionista estadounidense, que, por seu extenso trabalho sobre a conservação da vida selvagem e dos espaços naturais, é considerado uma figura importante na história do conservacionismo e o fundador da ciência da conservação nos Estados Unidos.
Pioneiro na elaboração de formulações éticas que buscam levar em consideração a comunidade biótica da Terra, Leopold influenciou profundamente o desenvolvimento da ética ambiental presente no movimento conservacionista. Após ter participado da fundação da The Wilderness Society, em 1935 adquiriu terras no interior do Wisconsin, nas quais pôs em prática suas inovadoras ideias sobre a restauração ecológica. Essas experiências seriam postumamente reunidas em sua obra mais importante, A Sand County Almanac.

## Biografia

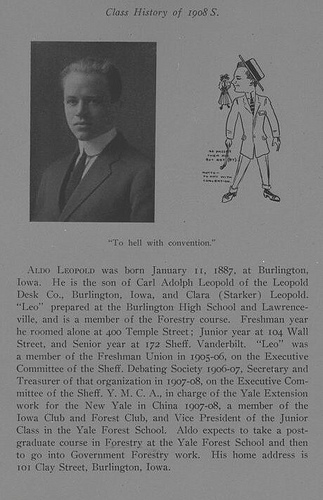
O aluno Leopold no Yale Sheffield Scientific School Yearbook de 1908, da Universidade Yale.

Aldo Leopold nasceu em Burlington, filho de Clara (nascida Starker) e Carl Adolph Leopold, um empresário do ramo de mobília. O menino Leopold cresceu ao ar livre e em contacto com a natureza, e essas experiências foram reforçadas repetidas vezes em sua juventude, durante as férias de verão que costumeiramente sua família passava nas ilhas Cheneaux, em Michigan.
Estudou na Lawrenceville School, em Nova Jérsia, e depois na escola florestal da Universidade de Yale, onde em 1909 recebeu o grau de mestre em ciências florestais. Durante essa época, Leopold desenvolveu uma apreciação pela natureza em termos de ecologia, mas que manteve diversos aspectos de sua apreciação juvenil, principalmente caracterizando-a como uma fonte de recursos naturais e fonte de prazer estético e valor místico. Sua visão da natureza, mesclando elementos pragmáticos e técnicos com outros emocionais e espirituais, mais tarde serviria de inspiração e motivação para repetidas gerações de conservacionistas.
Serviu por dezenove anos no Serviço Florestal dos Estados Unidos, inicialmente na seção sudoeste, responsável por Novo México e Arizona, e a partir de 1924 no laboratório de produtos florestais da mesma instituição, em Madison, Wisconsin. Em 1928 deixou o Serviço Florestal e passou a trabalhar de maneira independente.

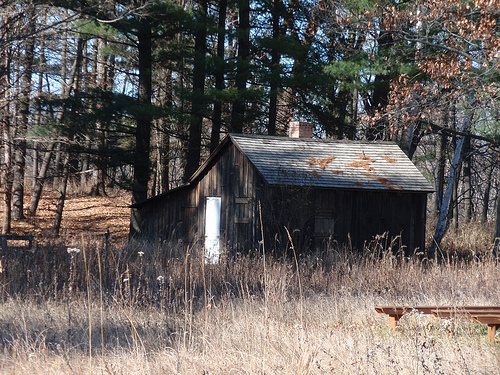
A casa de Leopoldo, atualmente tombada pelo National Register of Historic Places dos Estados Unidos.

Em 1933 tornou-se professor do departamento de Agricultura Econômica da Universidade de Wisconsin-Madison. Ensinou na universidade até o fim da vida, vivendo dentro do campus em uma modesta casa de dois cômodos, com sua esposa e filhos. Hoje sua casa é protegida com o estatuto de National Historic Landmark e constitui uma destinação turística.
Como defensor da preservação da vida e das áreas selvagens, Leopold fundou a The Wilderness Society em 1935. Morreu de um ataque cardíaco em 1948, enquanto combatia um incêndio em uma propriedade vizinha à sua. Criada por proposta sua e nomeada em sua honra, a área protegida Aldo Leopold Wilderness faz limite com a Gila National Forest no Novo México.
Deixou cinco filhos, todos eles notados em seus respectivos campos de atuação. Luna Bergere Leopold tornou-se um famoso professor de hidrología e geologia na Universidade da Califórnia em Berkeley (UC Berkeley); Aldo Starker Leopold foi um conhecido biólogo e zoologista, também professor da UC Berkeley; Nina Leopold (depois Bradley) destacou-se como conservacionista; Aldo Carl Leopold foi professor de fisiologia vegetal das universidades de Purdue e do Nebraska; e Estela Leopold foi pesquisadora do Serviço Geológico dos Estados Unidos, na área de paleobotânica.

## Obra central
Os escritos de Leopold sobre a natureza são notáveis por sua singeleza e clareza. Seus retratos das paisagens naturais onde viveu, ou que conheceu a fundo, falam com intimidade sobre o que ocorre e o que existe na natureza. Também apresentam críticas contundentes à cultura e à sociedade que têm se apropriado da Terra, eclipsando o sentido de comunidade com a natureza da qual o ser humano faz parte. Ele afirmava que a segurança e a prosperidade que as tecnologias oferecem ao homem, lhes dá também o tempo para refletir sobre a riqueza da natureza e o seu funcionamento.
Seu livro A Sand County Almanac ("Um almanaque do Sand County) foi publicado postumamente em 1949 e junto com Primavera silenciosa, de Rachel Carson, é considerado o livro mais influente dentro do movimento conservacionista norte-americano e um dos mais influentes em todo o mundo. Trata-se de uma combinação de história natural, literatura naturalista e filosofia. É muito conhecido por diversas de suas passagens, como aquela em que definiria a ética da terra: "Uma coisa está bem enquanto tende a preservar a integridade, estabilidade e a beleza da comunidade biótica. Está mal, se tende a fazer o contrário".

## Conservação
Em The Ecological Conscience, uma seção The Land Ethic, por sua vez um capítulo de A Sand County Almanac, Leopold trata em maior detalhe da questão dos métodos em larga escala da conservação. Ele escreve que "a conservação é um estado de harmonia entre o homem e a terra" e completa dizendo ser necessária uma educação conservacionista mais forte. Segundo Leopold, a educação ambiental existente até então, em fins dos anos 1940, resumia-se à fórmula "obedeça a lei, vote direito, una-se a algumas associações e pratique o tipo de conservação que for rentável em suas próprias terras: o governo fará o resto". Leopold era crítico desse tipo de fórmulas, que para ele elas eram exclusivamente utilitaristas e evitavam questões éticas relevantes. Isso o fez chegar à conclusão de que as obrigações não significam nada se a população não está conscientizada, e de que o problema central era estender a todas as pessoas a consciência sobre a terra. Quando escrevia, mostrava-se seguro de que, sem contribuições da filosofia e da religião, a conservação estava condenada a ser um esforço insuficiente.
Com a esperança de abordar questões éticas e de enfrentar desafios educacionais, Leopold apresentou o exemplo da capa superficial do solo de Wisconsin, que se movia lentamente para o mar. A partir de 1933 ofereceu assistência técnica durante 5 anos aos agricultores que desejassem adotar práticas corretivas, e sua oferta obteve aceitação relativamente grande. Uma vez transcorrido o período de 5 anos, contudo, os agricultores deram continuidade às práticas que haviam se mostrado economicamente rentáveis, deixando de lado as práticas que eram de interesse exclusivamente comunitário. Isso se acentuaria nos anos seguintes, e em 1937 a Legislatura de Wisconsin aprovou a Lei de Conservação de Solos do Distrito, que permitiu aos agricultores regular por eles mesmos o uso de suas terras. Com os incentivos adicionais de aconselhamento técnico gratuito e a disponibilidade de empréstimos para a compra de maquinário especializado, os princípios defendidos por Leopold continuaram sendo ignorados.

## Legado

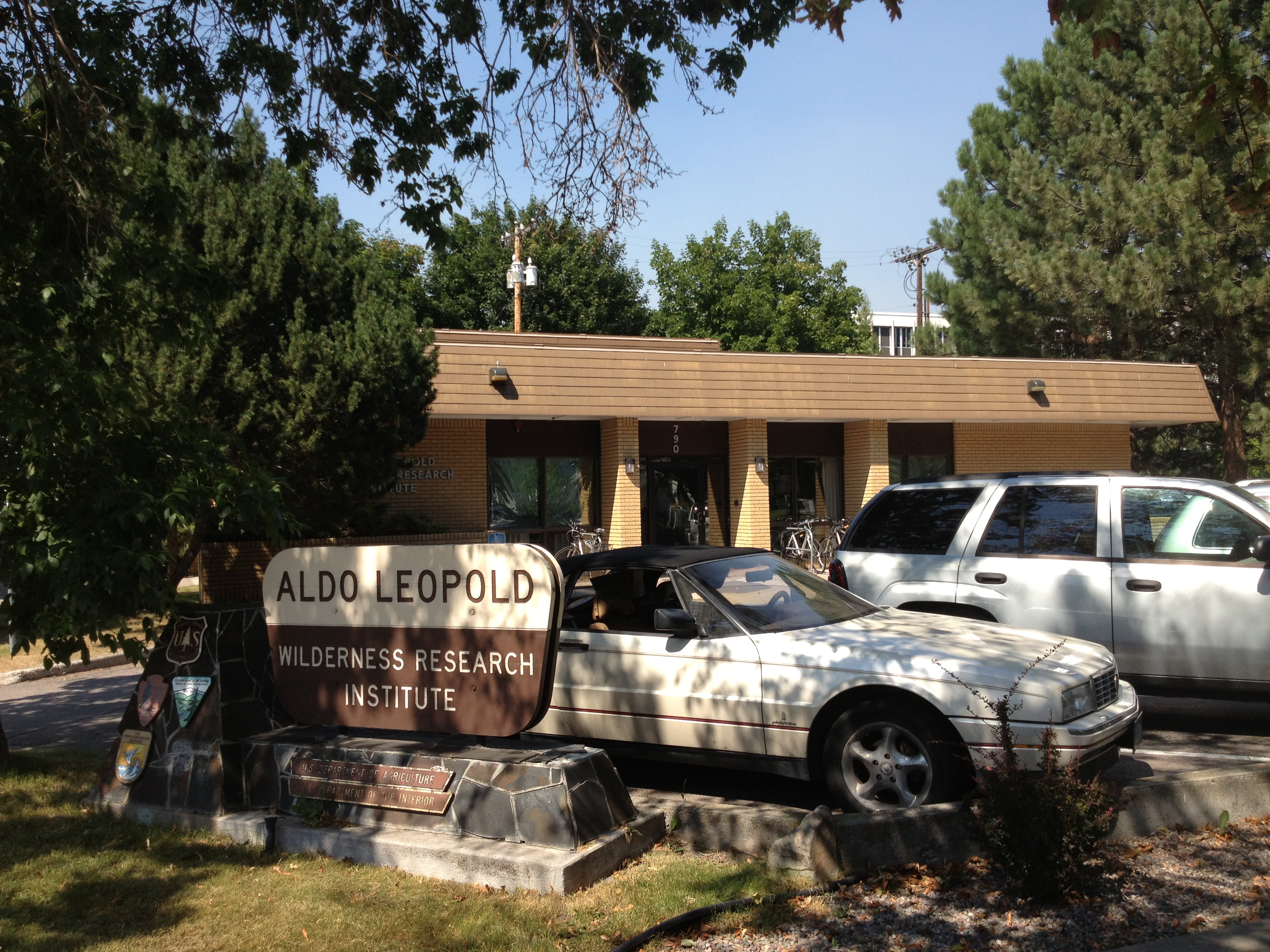
Aldo Leopold Wilderness Research Institute, na Universidade de Montana.

### Frases famosas
Leopold foi um grande inspirador do movimento conservacionista, tendo contribuído de maneira significativa para as definições éticas e técnicas que o caracterizam. Muitas de suas frases e pensamentos tornaram-se referências na área e vêm sendo frequentemente citados:
"A Conservação está chegando a lugar nenhum porque é incompatível com nosso conceito abraâmico de terra. Nós abusamos das terras porque as vemos como objetos que nos pertencem. Quando virmos as terras como uma comunidade à qual pertencemos, talvez comecemos a usa-las com amor e respeito" ― Aldo Leopold, A Sand County Almanac.
"A última palavra em ignorância é o homem que diz de um animal ou planta "o que há de bom nisso?". Se o mecanismo de funcionamento das terras é bom em seu conjunto, então cada uma de suas partes é boa, independentemente se o compreendemos ou não. Se a biota, ao longo das eras, construiu algo de que gostamos mas não compreendemos, então quem senão um tolo descartaria partes aparentemente inúteis? Conservar cada engrenagem e roda é a primeira precaução do mecânico inteligente" ― Aldo Leopold, Round River: From the Journals of Aldo Leopold.
"Estou feliz que não terei que ser jovem em um futuro sem natureza selvagem que me permita ser jovem" ― Aldo Leopold, A Sand County Almanac.
"Existem dois perigos espirituais em não se ter uma fazenda. Um é o perigo de se supor que o café da manhã vem da padaria, e o outro é achar que o aquecimento surge do aquecedor" ― Aldo Leopold, A Sand County Almanac.

### Obras, biografias e compilações de artigos
- Callicott, J. Baird. 1987. Companion to A Sand County Almanac: Interpretive and Critical Essays. Madison: University of Wisconsin Press. ISBN 0299112306.
- Flader, Susan L. 1974. Thinking like a Mountain: Aldo Leopold and the Evolution of an Ecological Attitude toward Deer, Wolves, and Forests. Columbia: University of Missouri Press. ISBN 0826201679.
- Knight, Richard L. e Suzanne Riedel (ed). 2002. Aldo Leopold and the Ecological Conscience. Oxford, Nova York: Oxford University Press. ISBN 0195149440.
- Lannoo, Michael J. 2010. Leopold's Shack and Ricketts's Lab: The Emergence of Environmentalism. Berkeley: University of Califórnia Press. ISBN 9780520264786.
- Leopold, Aldo. 1933. Game Management. Nova York: Charles Scribner's & Sons.
- Leopold, Aldo. 2000. A Sand County Almanac: And Sketches Here and There. Topeka: Topeka Bindery. ISBN 9780613924146.
- Leopold, Aldo. 2010. Report on a game survey of the north central states. Charleston: Nabu Press. ISBN 9781176940048.
- Leopold, Aldo; Brown, David E.; Carmony. Neil B. 1995. Aldo Leopold's Southwest. Albuquerque: University of New Mexico Press. ISBN 9780826315809.
- Leopold, Aldo; Leopold, Luna B. 1993. Round River: from the journals of Aldo Leopold. Oxford, Nova York: Oxford University Press. ISBN 9780195015638.
- Lorbiecki, Marybeth. 1996. A Fierce Green Fire: Aldo Leopold's Life and Legacy. Helena: Falcon Press. ISBN 1560444789.
- McCabe, Robert A. 1987. Aldo Leopold, the professor. Madison: Rusty Rock Press. ISBN 9780910122986.
- Meine, Curt. 1988. Aldo Leopold: His Life and Work. Madison: University of Wisconsin Press. ISBN 0299114902.
- Newton, Julianne Lutz. 2006. Aldo Leopold's Odyssey. Washington: Island Press/Shearwater Books. ISBN 978-1-59726-045-9.
- Steinhacker, Charles; Flader, Susan. 1973. The Sand country of Aldo Leopold. São Francisco: Sierra Club. ISBN 9780871560759.
- Tanner, Thomas. 1987. Aldo Leopold: The Man and His Legacy. Ankeny: Soil Conservation Soc. of America. ISBN 9780935734133.